# Leintal zwischen Leinecksee und Leinhäusle
Das Naturschutzgebiet Leintal zwischen Leinecksee und Leinhäusle liegt auf dem Gebiet der Gemeinden Alfdorf (Rems-Murr-Kreis) sowie Durlangen und Spraitbach (Ostalbkreis) in Baden-Württemberg.
Das Gebiet erstreckt sich entlang der Lein nördlich von Alfdorf zwischen Pfahlbronn im Westen und Durlangen im Osten. Durch das Gebiet hindurch verläuft die Landesstraße L 1153, südlich verläuft die L 1155 und am östlichen Rand verläuft die B 298.

## Bedeutung
Für Alfdorf, Durlangen und Spraitbach ist seit dem 17. Dezember 2003 ein 202,5 ha großes Gebiet unter der Kenn-Nummer 1.259 als Naturschutzgebiet ausgewiesen. Bei dem größten Naturschutzgebiet im Rems-Murr-Kreis handelt es sich um ein Feuchtwiesenmosaik mit einer vielfältigen, wenig erschlossenen Auenlandschaft mit noch naturnah mäandrierendem Fließgewässer, Altarmen und Tümpeln, Nasswiesen, Riede und Röhrichte sowie Erlenufer- und Bruchwälder.